# Elpod
Kombinat Produkcyjno-Naukowy Podzespołów Elektronicznych „Unitra-Elpod” – nieistniejący już kombinat, zajmujący się opracowywaniem technologii oraz urządzeń do produkcji dla przemysłu elektronicznego. Podlegały mu wyspecjalizowane zakłady, na przykład Zakład Doświadczalno-Badawczy Ceramiki Elektronicznej.
Prowadzone prace badawcze umożliwiły opatentowanie nowych technologii oraz urządzeń.